# Paula Prior
Paula Prior (* 25. Februar 1997 in Buxtehude) ist eine ehemalige deutsche Handballspielerin, die zuletzt beim Bundesligisten Buxtehuder SV unter Vertrag stand.

## Karriere

### Im Verein
Prior war ab 1997 Mitglied beim Buxtehuder SV, für den sie seit der Mini-Mix aufläuft. Mit der B-Jugend errang die Rückraumspielerin 2014 die deutsche Meisterschaft. 2014 sowie 2015 gewann Prior mit der A-Jugend die Bronzemedaille bei der deutschen Meisterschaft. Am 6. Mai 2015 gab sie gegen die DJK/MJC Trier ihr Bundesliga-Debüt. In der Saison 2015/16 gehörte sie dem Bundesligakader der Frauenmannschaft an. Zusätzlich lief Prior 2015/16 für die A-Jugend auf, mit der sie die deutsche Meisterschaft gewann. Im Sommer 2016 wechselte sie zur SG Handball Rosengarten, die sich ein Jahr später in HL Buchholz 08-Rosengarten umbenannte. In der Saison 2017/18 besaß sie ein Zweitspielrecht für den Buxtehuder SV. Ab dem Sommer 2018 stand sie beim Buxtehuder SV unter Vertrag. In der Saison 2018/19 konnte sie jedoch aufgrund von Problemen an der Achillessehne kein Spiel bestreiten. Aufgrund dieser Verletzung gehört sie in der Saison 2019/20 nicht dem Bundesligakader an. Nachdem Prior in der Saison 2020/21 wieder für den BSV aufgelaufen war, löste sie anschließend wegen den Probleme mit der Achillessehne ihren Vertrag auf und legte eine Pause ein.

### In Auswahlmannschaften
Prior gehörte der Hamburger-Landesauswahl an, mit der sie 2013 den dritten Platz beim Länderpokal belegte. Im Rahmen der Veranstaltung wurde sie in das All-Star-Team berufen. Im Januar 2015 gab sie ihr Debüt in der deutschen U18-Nationalmannschaft. Prior lief für die deutsche Auswahlmannschaft bei der U-19-Handball-Europameisterschaft der Frauen 2015 und bei der U-20-Handball-Weltmeisterschaft der Frauen 2016 auf.

## Sonstiges
Beim Buxtehuder SV sind ihr Vater als Manager sowie ihre Mutter als Jugendtrainerin tätig. Ihre Schwester Lisa lief ebenfalls für den Buxtehuder SV in der Bundesliga auf.